# Římskokatolická farnost Lísek u Bystřice nad Pernštejnem
Římskokatolická farnost Lísek u Bystřice nad Pernštejnem je územním společenstvím římských katolíků v rámci žďárského děkanství brněnské diecéze s farním kostelem svatého Mikuláše.

## Historie farnosti
První písemná zmínka o obci se datuje k roku 1360. Dominantou Lísku je empírový kostel sv. Mikuláše, který byl postaven v letech 1846–1852. Původní kostel stál uprostřed hřbitova a byl po vysvěcení nového zbořen.

## Duchovní správci
Od roku 1832 působil v Lísku farář Jan Pleskáč (1797–1873), národní buditel, autor četných povídek, pohádek a dramatu. V letech 1931–1965 byl farářem v Lísku Ludvík Vrána (1883–1969), literát, spolupracovník Jakuba Demla a Josefa Floriana na Dobrém díle ve Staré Říši, jeden z prvních překladatelů děl Franze Kafky do češtiny.
Administrátorem excurrendo je od 1. října 2010 R. D. Mgr. MUDr. Karel Rozehnal, farář z Bystřice nad Pernštejnem.

## Bohoslužby
| Kostel           | Místo | Bohoslužba (den) | Hodina      | Poznámka     |
| ---------------- | ----- | ---------------- | ----------- | ------------ |
| svatého Mikuláše | Lísek | neděle úterý     | 10.30 19.00 | farní kostel |

## Aktivity ve farnosti
Dnem vzájemných modliteb farností za bohoslovce a bohoslovců za farnosti brněnské diecéze je 17. říjen. Adorační den připadá na 23. prosince. Ve farnosti se pravidelně koná tříkrálová sbírka. V roce 2016 se při sbírce vybralo v Lísku 17 085 korun, v Bohuňově 11 881 korun. 